# Vita da strega (film)
Vita da strega (Bewitched) è un film del 2005 di Nora Ephron ispirato all'omonima sit-com per la televisione degli anni sessanta.

## Trama
Isabel Bigelow è una giovane strega che ha deciso di vivere una vita normale, di trovarsi un lavoro, degli amici e l'amore, come i comuni mortali.
Un giorno, mentre si trova in una caffetteria, viene notata dal famoso attore Jack Wyatt, ammaliato dal modo in cui arriccia il naso, che le offre un lavoro come interprete di Samantha nel remake della serie televisiva Vita da strega. Isabel, innamoratasi dell'attore, accetta, ma scopre che la vuole usare solo per ritrovare il successo perduto. Alla fine Jack, resosi conto del talento di Isabel, le dà una vera parte; nel frattempo tra i due nasce una storia che si complica quando lei gli svela di essere effettivamente una strega.

## Cast
Jim Carrey era stato proposto per il ruolo di Jack/Darrin, ma dovette declinare l'invito a causa di un altro impegno sul set. Prima che pervenisse a Nicole Kidman, il ruolo di Samantha era stato sorteggiato tra le attrici Jennifer Aniston, Gwyneth Paltrow, Cameron Diaz e Alicia Silverstone.

## Accoglienza

### Incassi
In Italia durante il primo week end di programmazione il film ha guadagnato 1150000 € di euro, e complessivamente una cifra di 2 769 000 €. Negli Stati Uniti d'America nel primo week end ha guadagnato circa 20131130 $ e di 63 313 159 $ al termine delle programmazioni cinematografiche. Complessivamente, il film ha incassato 131 426 169 $.

## Riconoscimenti
- 2005 - Razzie Awards
  - Peggiore coppia a Will Ferrell e Nicole Kidman
  - Nomination Peggior regia a Nora Ephron
  - Nomination Peggiore attore protagonista a Will Ferrell
  - Nomination Peggior sceneggiatura a Nora Ephron
  - Nomination Peggior remake o sequel
- 2005 - Teen Choice Awards
  - Nomination Miglior film estivo
- 2006 - Young Artist Awards
  - Nomination Miglior film commedia o musicale per la famiglia